# Nelson Lutin
Nelon Lutin, né le 5 décembre 1997, est un joueur international français de futsal.
Formé au handball et au football, Nelson Lutin se met au futsal seulement à seize ans. Il intègre rapidement l'Acces FC, en pleine ascension vers les sommets du futsal français.
Nelson Lutin est surnommé le « Mbappé du Futsal » en raison de ses qualités de vitesse, de technique, seulement un an de plus, sa précocité dans les performances et une enfance passée en Seine-Saint-Denis.

## Biographie

### Enfance et formation
Nelson Lutin commence par joueur au handball à 7-8 ans, découvert par l’intermédiaire de son père, joueur puis entraîneur au niveau national. Pendant deux ans, il suit son père.
À dix ans, Nelson se met au football au FC Villepinte, le club de sa ville. Le joueur passe les premiers tours de sélection pour intégrer l'INF Clairefontaine mais une fracture de la malléole stoppe sa progression. Après trois années de football, sa blessure l'écarte des terrains pendant trois mois. À son retour, il a pris du poids, trouve qu'il manque de vitesse et décide d'arrêter le football et de revenir au handball.
À treize ans, Nelson Lutin rejoint le Tremblay-en-France Handball et y joue pendant deux ans. Nelson joue en pré-regional des moins de seize ans au Villepinte HBC en 2012-2013.
À seize ans, il participe à un tournoi de futsal organisé par le club de niveau régional de Villepinte, Artistes Futsal. Le club décide d'intégrer ses amis et lui, après qu'ils ont remporté le tournoi. Il joue pour le club des Artistes de 2014 à 2017,.

### L'Europe avec ACCS (2017-2022)
Repéré en 2016, Nelson Lutin rejoint l'ACCES FC en Division 2 l'année suivante (2017-2018). Le club remporte sa poule A et est promu dans l'élite du futsal en France.
Dès la première saison en première division (2018-2019), l'ACCES se hisse en finale de championnat. Lors de ce dernier match contre le Toulon EF, Nelson permet à son équipe de revenir à 2-2 mais ne peut empêcher la défaite après prolongation (4-3 a. p.).
Alors qu'ACCS est premier de Division 1 en 2019-2020, la FFF arrête la compétition à cause de la Pandémie de Covid-19 en France et le titre n'est pas attribué. ACCS est désigné représentant français en Coupe d'Europe pour l'année suivante.
Au début de la saison 2020-2021, alors que son équipe est invaincue en championnat, Nelson et ACCS jouent leur premier match de Ligue des champions en recevant l'Étoile rouge de Belgrade. Lutin inscrit un triplé et participe à la qualification en seizième de finale (7-3). En fin de saison, ACCS remporte son premier championnat de France.
Le club est rétrogradé administrativement en seconde division 2021-2022 pour raison financière. Il garde le droit de représenter la France en Ligue des champions. À la suite du retrait des clubs russes, ACCS et Nelson Lutin participent au final four européen. En fin de saison, ACCS se voit refuser l'accession en Division 1 pour raison financière.

### Départ en Italie (depuis 2022)
À l'été 2022, Nelson Lutin s’engage en Serie A italienne avec le club sicilien de Catane, le Meta Catania Calcio a 5. Nelson fait partie de la première vague collective de Français à partir jouer à l'étranger avec Mamadou Touré et juste après Abdessamad Mohammed et Amin Benslama.

### En équipe nationale
Début mai 2017, Nelson Lutin participe à un stage de détection pour l'équipe de France de futsal à l'INF Clairefontaine.
Fin 2018, Nelson connaît sa première convocation en équipe de France A pour une double confrontation face à la Suède,,. Pour ces deux premières capes, Lutin marque lors du second match et offre une passe décisive.
Nelson Lutin participe à la victoire des Bleus pour leur premier match pour les éliminatoires du Mondial 2020, 5 buts à 3 face à la Belgique en étant à l'origine du second but. Qualifié pour le Tour élite, les Bleus perdent leurs deux premiers matchs, malgré un but de Lutin lors du second contre la Serbie (2-4) et sont éliminés.
Retenu pour le premier match de qualification de l'Euro 2022 face à la Géorgie début décembre 2020, Nelson Lutin compte alors 22 sélections et sept buts marqués. Le sélectionneur Pierre Jacky déclare alors : « Nelson incarne parfaitement le renouveau de l'équipe de France ».

## Style de jeu
Nelson Lutin est surnommé le « Mbappé du Futsal » notamment en raison de ses qualités comparables au footballeur telles que sa vitesse, sa technique et sa précocité dans les performances.
Le sélectionneur de l'équipe de France de futsal, Pierre Jacky, déclare fin 2020 : « Il possède une qualité de vitesse et de dribble assez extraordinaire, ainsi qu'une efficacité redoutable dans la finition même s'il doit encore travailler sur le registre défensif ».

## Statistiques
| Saison                | Club                  | Championnat           | Championnat | Championnat | Coupe(s) nationale(s) | Coupe(s) nationale(s) | Compétition(s) continentale(s) | Compétition(s) continentale(s) | Compétition(s) continentale(s) | France | France | Total | Total |
| Saison                | Club                  | Division              | M.          | B.          | M.                    | B.                    | Comp.                          | M.                             | B.                             | M.     | B.     | M.    | B.    |
| 2017-2018             | ACCS                  | D2                    | -           | -           | -                     | -                     | -                              | -                              | -                              | -      | -      | 0     | 0     |
| 2018-2019             | ACCS                  | D1                    | 24          | 12          | 1                     | 0                     | -                              | -                              | -                              | -      | 1      | 25    | 13    |
| 2019-2020             | ACCS                  | D1                    | 14          | 11          | -                     | -                     | -                              | -                              | -                              | -      | 3      | 14    | 14    |
| 2020-2021             | ACCS                  | D1                    | 17          | 9           | -                     | -                     | C1                             | 3                              | 3                              | -      | 3      | 20    | 15    |
| 2021-2022             | ACCS                  | D2                    | 12          | 13          | 3                     | 3                     | C1                             | 8                              | 4                              | -      | 4      | 23    | 24    |
| Sous-total            | Sous-total            | Sous-total            | 67          | 45          | 4                     | 3                     | -                              | 11                             | 7                              | 33     | 12     | 115   | 67    |
| 2022-2023             | Meta Catania          | Serie A               | -           | -           | -                     | -                     | -                              | -                              | -                              | -      | -      | 0     | 0     |
| Total sur la carrière | Total sur la carrière | Total sur la carrière | 67          | 45          | 4                     | 3                     | -                              | 11                             | 7                              | 33     | 12     | 115   | 67    |

## Palmarès
Avec l'ACCS, Nelson Lutin remporte le championnat de D2 en 2017 et 2022, de Division 1 en 2021 (finaliste en 2019 puis non-attribué en 2020), et participe au Final Four de la Ligue des champions 2021-2022.
- Championnat de France (2)
  - Champion : 2020 (non-officiel), 2021 (ACCS) et 2024 (Laval)
  - Finaliste : 2019 (ACCS)

- Coupe de France (1)
  - Vainqueur : 2024 (Laval)

- Championnat de France D2
  - Vainqueur de groupe : 2017 et 2022 (ACCS)